# Naomi Halman
Naomi Rebecca Halman (Haarlem, 10 gennaio 1986) è un'ex cestista olandese.
Ala-centro di 191 cm, ha giocato in Serie A1 con Umbertide e Lucca.

## Biografia
Nel 2013-14 è stata ingaggiata dalla Gesam Gas Lucca.
Apertamente omosessuale, ha reso pubblica la sua relazione sentimentale con la cestista francese Élodie Godin, sua compagna di squadra a Montpellier. Le due, fidanzate dal gennaio 2013, si sono sposate nel giugno 2015.
Si è ritirata al termine della stagione 2016-2017.